# Galerie municipale de Kharkiv
La Galerie municipale de Kharkiv  (en ukrainien : Харківська муніципальна галерея) est l'un des musées d'art contemporain d'Ukraine. Il a été fondé en 1996 à Kharkov.